# 王進賢
王進賢（1466年—？），字宝国，河南南陽府鄧州人，軍籍，明朝政治人物。

## 生平
河南鄉試第十六名舉人。弘治十八年（1505年）中式乙丑科，會試第二百六十二名，殿试二甲第三十三名進士。授户部主事，任徐州闸监。正德元年，由于刘瑾擅权，他被牵连削籍为民。正德五年，刘瑾被杀后，他恢复官职，署任户部员外郎。正德十二年，担任陕西苑马寺少卿。因与官员上司不和，最后辞职归乡。

## 家族
曾祖王寬；祖父王謐；母周氏；繼母夏氏。具慶下。